# Cervães
Cervães is een plaats (freguesia) in de Portugese gemeente Vila Verde en telt 1 856 inwoners (2021).